# Jan Huitema
Jan Huitema (ur. 5 lipca 1984 w Heerenveen) – holenderski polityk i przedsiębiorca rolny, poseł do Parlamentu Europejskiego VIII i IX kadencji.

## Życiorys
Ukończył studia pierwszego i drugiego stopnia z zakresu produkcji zwierzęcej na Wageningen University & Research. Zajął się działalnością rolniczą w zakresie produkcji mleka. Był także asystentem eurodeputowanych Holgera Krahmera i Jana Muldera.
W 2014 z ramienia Partii Ludowej na rzecz Wolności i Demokracji został wybrany do Europarlamentu VIII kadencji. W 2019 z powodzeniem ubiegał się o reelekcję.